# Cyber Studio CAD-3D
Cyber Studio CAD-3D 2.0 ist eine historische 3D-Grafiksoftware für den Atari ST. Sie dient der Konstruktion und Animation von 3D-Objekten. Cyber Studio CAD-3D wurde 1987 von Tom Hudson entwickelt und vom US-Softwareverlag Antic herausgebracht. Den Vertrieb im deutschsprachigen Raum übernahm der Markt+Technik Verlag.
Das Paket besteht aus dem 3D-Programm CAD-3D, der Script-Sprache Cyber Mate für das Zusammenfügen von Animationssequenzen, sowie der Kompressionserweiterung Cyber Smash.
Cyber Studio gilt als eines der frühen für den Heimmarkt entwickelten 3D-Animationspakete. Es war in den erfolgreichsten Jahren des Atari ST zwischen 1987 und 1991 beliebt.

## Verwendung und Leistungsmerkmale

Das Handbuch der Deutschen Ausgabe von Cyber Studio CAD-3D

Cyber Studio CAD-3D läuft auf Rechnern der Atari-ST-Reihe ab 512 KB RAM Hauptspeicher, entfaltet aber seine Leistungsfähigkeit erst ab 1 MB RAM.
Mit Cyber Studio CAD-3D konnten Benutzer 3D-Objekte modellieren, indem sie Rotationskörper für rotationssymmetrische Figuren wie Kegel oder Weingläser oder Extrusionskörper erstellen, bei denen die Kontur wie aus einem Brett herausgeschnitten wird. Zudem verfügt Cyber Studio CAD-3D über eine Reihe von Grafikgrundelementen wie ein Würfel, drei Arten von Kugeln und einen Torus.
Modellierte Objekte können dreidimensional dargestellt werden. In der Konstruktionsansicht geschieht dies als Drahtgittermodell in bis zu vier Ansichten (vorne, seitlich, von oben und mit einer frei einstellbaren Kamera). Eine aufwendiger berechnete „Superview“ erzeugte Massivmodelle mit Beleuchtungs- und Schattierungseffekten. Bis zu drei unabhängige Lichtquellen können frei positioniert werden. Zudem steht auch ein Umgebungslicht zur Verfügung.
Komplexere 3D-Modelle können aus einfacheren Modellen durch den Einsatz der booleschen Operationen erstellt werden. Objekte können miteinander addiert, voneinander subtrahiert oder miteinander logisch verknüpft werden.

### Cyber Mate

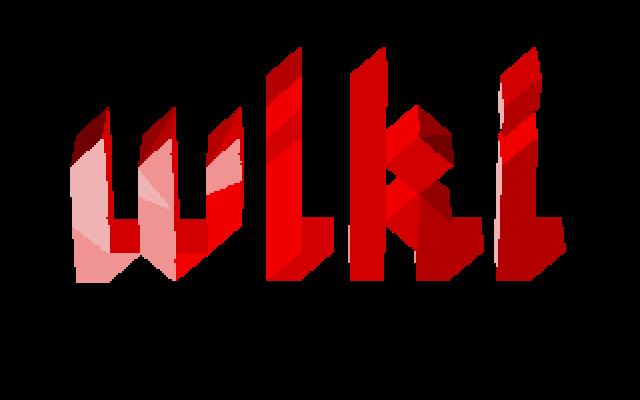
CAD-3D Superview in Farbe

Cyber Mate ist eine Echtzeitanimationssprache, die für die Zusammenstellung und Wiedergabe der aus CAD-3D generierten Einzelbilder als Animationen geeignet ist. Sie wurde von Mark Kimball entwickelt und basiert auf der Syntax von Forth. Mit Cyber Mate können Einzelbilder und Animationssequenzen zu kleinen Trickfilmen zusammengefügt und mit Musik und Soundeffekten kombiniert werden. Da der Atari ST über sehr begrenzten Speicher verfügte, schaffte die Implementierung einer einfachen Delta-Kompression Abhilfe, bei der nur die Unterschiede zwischen den Einzelbildern einer Animation gespeichert werden.

### Erweiterungen
Cyber Studio CAD-3D bildete den Hauptbestandteil einer Reihe von Erweiterungen, die vom Antic-Verlag oder als Shareware veröffentlicht wurden.

#### Cyber Paint
Dieses von Jim Kent entwickelte Zell-Animations- und Zeichenprogramm wird für die Erstellung von 2D-Animationen verwendet oder für die Verarbeitung von 3D-Animationen, die mit Cyber Studio CAD-3D erstellt wurden. Der Benutzer kann durch Einzelbilder einer Animation blättern und Änderungen vornehmen oder Bildelemente dazuzeichnen. Mit einem für damalige Verhältnisse leistungsfähigen ADO f/x-Generator können ausgeschnittene Grafiken oder gesamte Animationen animiert werden.

#### Cyber Control
Eine BASIC-ähnliche Programmiersprache zur Steuerung aller CAD-3D-Funktionen wurde von Tom Hudson entwickelt. Durch den Einsatz von Cyber Control wird CAD-3D um zwei zusätzliche Kameras erweitert. Ein Spline-Generator sorgt für gleichmäßige Bewegungen der Kamera oder von Objekten im dreidimensionalen Raum und kann für die Modellierung natürlich wirkender Formen verwendet werden.

#### Cyber Sculpt

Weitere Produkte aus der Cyber-Reihe: Cyber Control, Cyber Paint und Cyber Sculpt

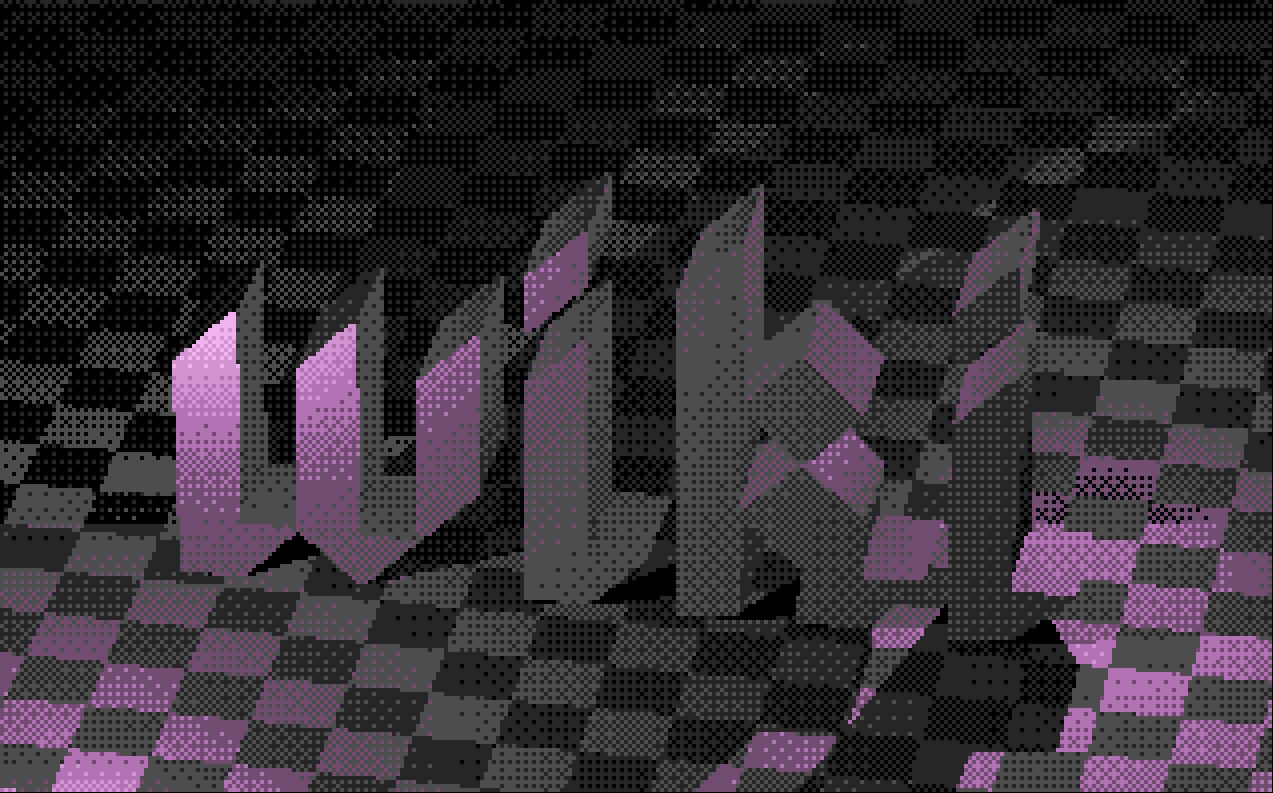
CAD-3D Objekt in RezRender mit Raytracing gerendert

Dies ist ein von Tom Hudson entwickeltes 3D-Modellierungsprogramm, das sowohl als eigenständiges Produkt verwendet werden kann, als auch als Ergänzung zu CAD-3D. Mit Cyber Sculpt wird die Erzeugung und Gestaltung von komplexen 3D-Objekten aller Art möglich, z. B. Objekte wie ein Schraubenzieher oder ein menschlicher Kopf.

### Weitere Erweiterungsprogramme
In den Jahren nach der Veröffentlichung von Cyber Studio CAD-3D wurden eine Reihe kleinerer Erweiterungen programmiert:
- „Cyber Texture“ für primitives Texture Mapping[7].
- „RezRender“ für einfaches Raytracing.[8]
- „Cyber VCR“ für die Aufnahme von Animationen auf einem Videorekorder.
- „G.I.S.T“ für Musik und Soundeffekte.
- „Anti-Aliaser“ für das nachträgliche Hinzufügen von Anti-Aliasing zu Einzelbildern, um der niedrigen Bildauflösung entgegenzuwirken.

#### 3D-Daten Design Disks von Antic
Der Antic Verlag und Markt+Technik veröffentlichten sogenannte Design Disks mit fertigen 3D-Modellen wie primitive Zeichentrickfiguren, das menschliche Skelett oder auch 3D-Schriften:
- Human Design Disk
- Future Design Disk
- Architectural Design Disk
- 3D Font Disk 1 und 2
- Microbot Design Disk
- Cartoon Design Disk
- Videotitling Design Disk

### Rezensionen
In Ausgabe 02/88 des 68000er-Magazin von Markt+Technik stand als Fazit des Testberichts: „Das Paket CAD 3D/Cyber Control/Cyber Paint hält, was es verspricht. Allerdings darf man keine Wunderdinge erwarten. Es ist immer noch ziemlich harte Arbeit, eine 3D-Animation zu entwerfen und zu programmieren.“
In Ausgabe 11/87 des „ST Computer“-Magazins wurde mit folgenden Worten das Potenzial von Cyber Studio CAD-3D beschrieben: „Bislang habe ich nichts vergleichbares von anderer Seite gesehen. Besonders erwähnenswert ist die Offenheit des Systems. Für $30 erhält man die 3D Developers Disk, die den Zugang zu CAD-3D von eigenen Programmen durch sogenannte Pipelines ermöglicht.“

## Vermächtnis
Cyber Studio CAD-3D und die dazugehörigen Programme zeigten die Möglichkeiten der 3D-Modellierung und Animation auf. Nach Abschluss seiner Entwicklungsarbeit am Atari ST hat Tom Hudson gemeinsam mit einigen seiner Mitstreitern die erste Version von 3D Studio für MS-DOS entwickelt.